# Jackie Bradley Jr.
Jackie Bradley Jr. (Richmond, 19 aprile 1990) è un giocatore di baseball statunitense, esterno centro per i Boston Red Sox della Major League Baseball (MLB).

## Carriera

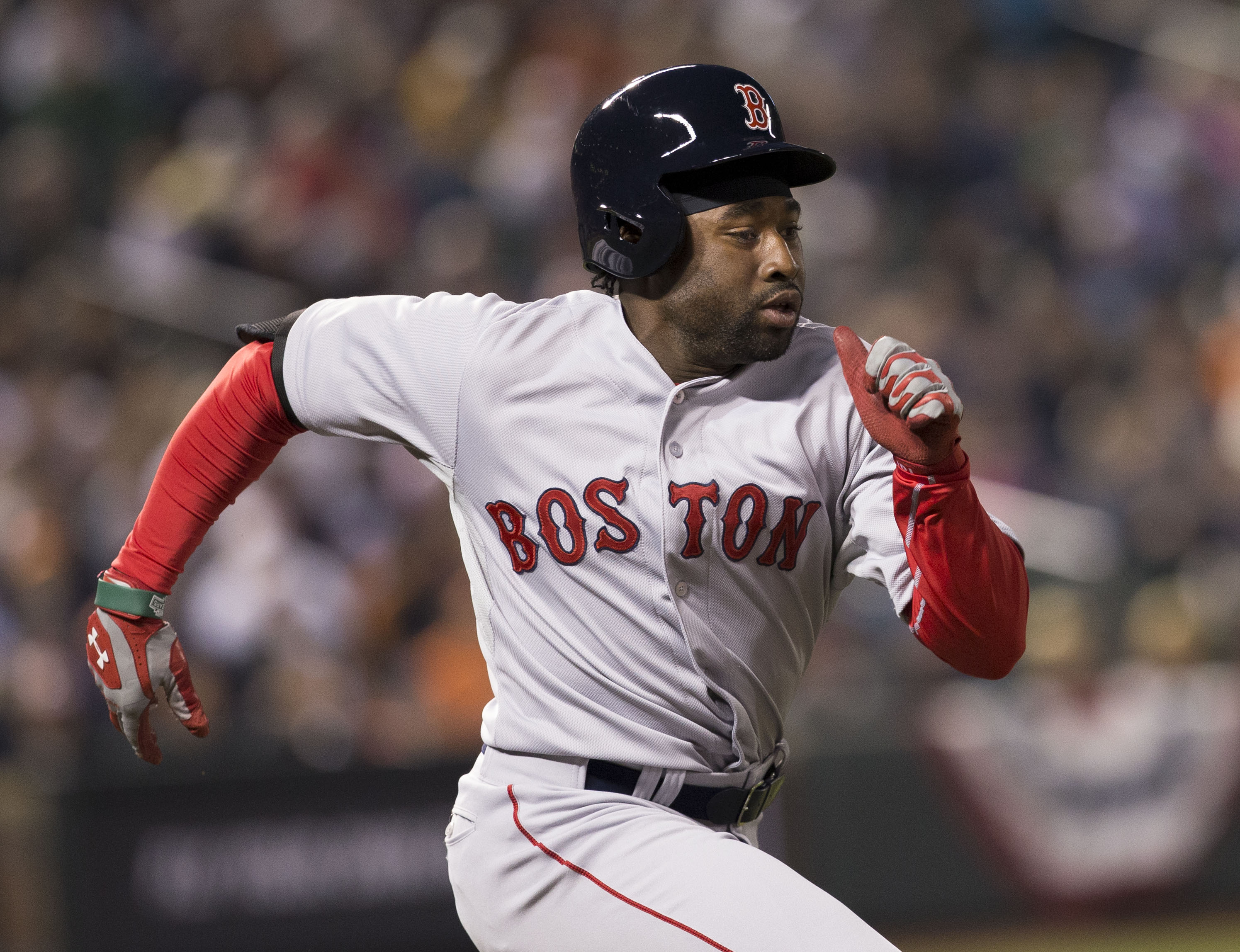
Bradley Jr. nel 2014

Bradley iniziò la sua carriera nel baseball universitario alla University of South Carolina nel 2009, dopo essersi diplomato alla Prince George High School di Prince George in Virginia.
Bradley fu selezionato durante il draft 2011, nel primo turno come 40ª scelta assoluta, dai Boston Red Sox. Giocò la stagione 2011 in Classe A-breve e in Classe A e la stagione 2012 tra la Classe A-avanzata e la Doppia-A.
Debuttò nella MLB nella giornata inaugurale, ossia il 1º aprile 2013, allo Yankee Stadium di New York City, contro i New York Yankees. Terminò la stagione regolare con 37 partite giocate in Major League e 80 in Tripla-A. Nello stesso anno ricevette il suo primo anello della World Series in carriera malgrado il non essere mai sceso in campo nei playoff. Nel 2016 fu convocato per il suo primo All-Star Game nella selezione dell'American League. Divenne free agent dopo la fine della stagione 2020.
Il 4 marzo 2021, Bradley Jr. firmò un contratto biennale dal valore complessivo di 24 milioni di dollari con i Milwaukee Brewers. L'accordo venne ufficializzato l'8 marzo.
Il 1º dicembre 2021, i Brewers scambiarono Bradley, assieme ai giocatori di minor league David Hamilton e Alex Binelas con i Red Sox per  Hunter Renfroe.

## Palmarès

### Club
- World Series: 2

Boston Red Sox: 2013, 2018

### Individuale
- MVP dell'American League Championship Series: 1

2018
- MLB All-Star: 1

2016
- Guanto d'oro: 1

2018
- Giocatore del mese della AL: 1

(maggio 2016)
- Giocatore della settimana della AL: 1

(15-21 maggio 2016)